# With Us Until You’re Dead
With Us Until You're Dead – ósmy album londyńskiego zespołu Archive. Wydany 27 sierpnia 2012 roku.

## Lista Utworów
1. "Wiped Out" - 6:20
2. "Interlace" - 4:43
3. "Stick Me In My Heart" - 3:57
4. "Conflict" - 5:01
5. "Violently" - 6:24
6. "Calm Now" - 3:53
7. "Silent" - 5:39
8. "Twisting" - 4:02
9. "Things Going Down" - 1:52
10. "Hatchet" - 4:16
11. "Damage" - 6:50
12. "Rise" - 2:52
13. "Aggravated Twisted Fill (Bonus)" - 3:36
14. "Soul Tired (Bonus)" - 3:51
15. "Invisible (Amazon.de Bonus)" - 4:27